# 李宗倹
李 宗倹（り そうけん、生没年不詳）は、唐の皇族。第14代皇帝文宗の子である。母親は不詳。
大和6年（832年）、文宗は長男の李永を立太子し、開成2年（837年）には李宗倹を蒋王に封じた。没年等は伝わっていない。